# Vinhedo
Vinhedo là một đô thị ở bang São Paulo của Brasil.

## Địa lý
Đô thị này nằm ở vĩ độ 23º01'47" độ vĩ nam và kinh độ 46º58'31" độ vĩ tây, trên khu vực có độ cao 725 m. Dân số năm 2004 ước tính là 54.194 người. Đô thị này có diện tích 81,956 km².

## Các khu phố
- Bairro da Capela
- Jardim Itália
- Jardim Junco
- Jardim Trevisan
- Jardim Von Zuben
- Jardim São Mateus
- Jardim Miriam
- Jardim Panorama
- Jardim Panorama II
- Jardim Eldorado
- Jardim dos Palmares
- Nova Vinhedo
- Residencial Flora
- Residencial Nova Aliança
- Residencial Altos do Morumbi
- São Joaquim
- Centro
- Vila Planalto
- Vila Gallo
- Vila Pompéia
- Jardim Brasil
- Jardim 3 Irmãos
- Bairro Santa Claudina

### Các xa lộ
- SP-330
- SP-332
- SP-348
- Rodovia Edenor João Tasca